# جاسر عيد
جاسر عيد الحويطات (ولد عام 2000) فنان وممثل أردني من بلدة الشاكرية جنوب الأردن، كانت بدايته السينيمائية حين شارك ببطولة الفيلم الأردني (ذيب) عام 2014، ونال الفنان ومن معه شهرة عالية بعد ان تأهل الفيلم إلى جائزة الاوسكار 

## المشاركة في الفيلم
قبل إعلان المخرج ناجي أبو نوار وفريقه عام 2014 عن الفيلم، وبدأ بحثهم عن أطفال وفتية وشباب من قرية الشاكرية نفسها، للمشاركة في العمل الذي يحكي وقائع بدوية شهدها المكان ذاته عام 1916، وتحتاج إلى أداء واقعي مرتبط باللهجة والعادات والتقاليد المتوارثة بصورة غير متكلفة، وقتها كان جاسر في الصف السابع، وعندما طلبوا منه التعبير بالطريقة الطبيعية عن مشاعر مختلفة، وعدة امور أخرى قرروا مشاركته مع غيره، ضمن ورش عديدة استمرت نحو 8 شهور، حول العلاقة بين الإضاءة والصوت والحركة وزوايا الانتقال في المشهد، وأسلوب الأداء الصامت القادر على إيصال الإحساس وآلية توزيع الحوارات، مع التركيز الدائم على تلقائية الأداء، ثم كلن اختياره لبطولة الفيلم.

## تدريبه للتمثيل
بسبب صغر عمره (14 عام عند أول عمل له في فيلم ذيب) خضع جاسر للعديد من روش ودورات التدريب على التمثيل، مثل تعلم الوقوف أمام الكاميرا وكيف يتصرف متجاهلا تواجدها، وتعلم كيف يتحكم بمشاعره وكيف يعبر بجسده من دون أن يتكلم.

## أعماله
فيلم ذيب وهو أول فيلم له والذي اخرجه للعالمية حيث تأهل الفلم للاوسكار عام 2016